# Акалі Пхула Сінґг
Акалі Пхула Сінґг Ніганґ (вроджений Пґула Сінґг; 1 січня 1761 — 14 березня 1823) був лідером сикхів Акалі Ніганґ. Він був святим войовником Халса Шагідан Місл та головою Будга Дал на початку 19 століття. Він також був старшим генералом в армії сикхів Халса та командиром нерегулярного Ніганґу армії. Він відіграв певну роль в об'єднанні сикхійських місл в Амрітсарі. Він не боявся британців, які неодноразово наказували його арештувати, але безуспішно. В останні роки життя він служив Сикхській імперії як прямий радник Магараджі Ранджіта Сінґга. Він залишався армійським генералом у багатьох відомих сикхських битвах аж до своєї мученицької смерті в битві при Новшері. Він користувався повагою серед місцевих жителів, і мав великий вплив в краї, а бідні та безпорадні завжди знаходили допомогу в його поселеннях. Він був добре відомим і був скромним, унікальним лідером і престижним воїном з благородною особистістю. Він також був відомий своїми зусиллями щодо підтримки цінностей Ґурмату та панту Халса.

## Раннє життя

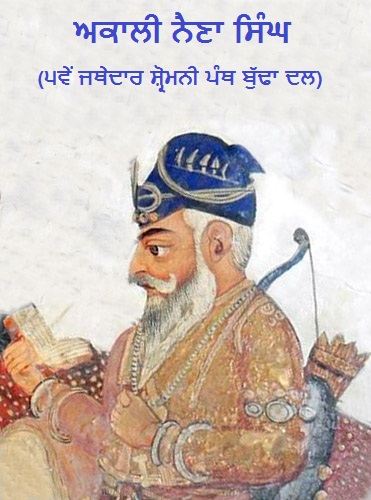
Акалі Баба Найна Сінґг навчав Акалі Пхулу Сінґга приблизно з десяти років.

Акалі Пхула Сінґг народився в 1761 році в родині джатів від батька Сардара Ішара Сінґга. Після смерті батька Акалі Пхула Сінґг, який був ще молодим, та його старший брат, Баба Сант Сінґг, перебували під опікою Маганта Балрама, а за порадою матері його пізніше взяли на навчання до Акалі Баби Найни Сінґга, лідера Шагідан Місл, та його ордену Ніганґ в Анандпур Сагіб. Саме від Баби Найни Сінґга він отримав посвячення в Халсу.
Акалі Пхула Сінґг вивчив напам'ять Нітнем ( писання сикхських гуру, які щодня декламує сикх) ще в молодому віці. У дитинстві він не їв, доки не вивчив напам'ять певну частину писань сикхського ґуру, і таким чином він вивчив напам'ять Акал Устат, 33 Савайє та інші Шрі Мухвак Бані . Приблизно у віці чотирнадцяти років мати Акалі Пхули Сінґга також померла, залишивши йому передсмертне бажання бути доброчесним, дотримуватися дгарми, допомагати бідним, служити Пантгу, у серці перебувати під притулком Ґуру, не піддаватися впливу Могу, бути взірцем для наслідування на полі бою та йти слідами своїх предків. Це мало великий вплив на Акалі Пхулу Сінґга, який потім роздав свою землю та майно бідним, щоб почати жити життям святого воїна Ніганґа. Він дуже зблизився з джатхою Акалі Найни Сінґга в Анандпур Сагіб, де завершив навчання бойовим мистецтвам і взяв участь у багатьох битвах. Коли він почав декламувати Ґурбані майже з ідеальною вимовою та почав демонструвати велику дгармічну силу, його було призначено джатедаром Шагідан Місл. Він виконував значну севу в Анандпур Сагіб, яка включала захист Ґурдвари від злодіїв та приготування ланґара, поки врешті-решт Ґурдвара не була реформована.

## Перебування в Амрітсарі

### Джатедар з Амрітсара

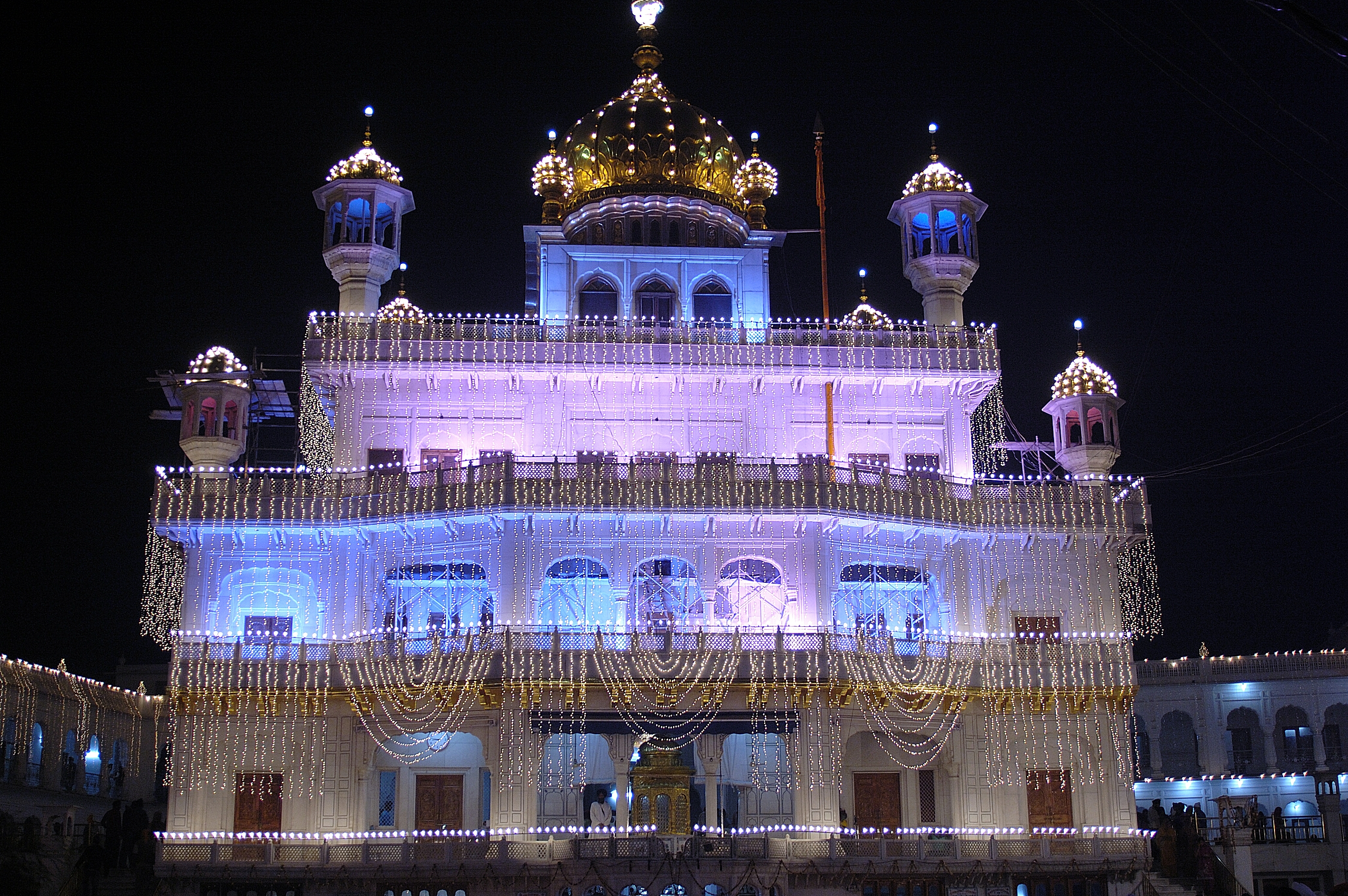
Акал Бунґа (Акал Такт), Амрітсар став штаб-квартирою Акалі джатги.

Почувши новини про брак технічного обслуговування та інші випадки недбалості з боку севадарів Ґурдвар в Амрітсарі Акалі Пхула Сінґг прибув до Амрітсара в 1800 році, і в цей час під його керівництвом була група з приблизно 2000 ніганґів. Він зупинив безгосподарність та активно почав реформувати багато ґурдвар в Амрітсарі до такої міри, що став відповідальним та взявся за утримання всіх ґурдвар у цьому районі. Він проводив Кар Севу у священному сораварі в Гарміндар-Сагіб та загальне очищення комплексу за допомогою близько 100 000 паломників, що тривало близько 2 місяців. Пізніше у своєму житті він зробив подібні поліпшення, як і Шрі Мукцар Сагіб, Анандпур Сагіб та Дамдама Сагіб. Бачачи високий характер та відданість Акалі Пхули Сінґга, Санґат призначив його Джатедаром Акал Тахта, який був започаткований Пандж П'яре.

#### Зустріч з магараджею Ранджітом Сінґгом

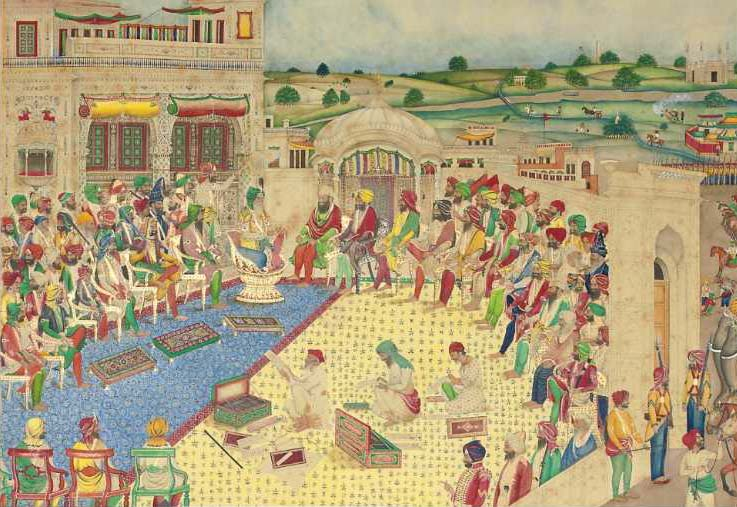
Акалі Пхула Сінґг залишався видатним членом двору магараджі Ранджіта Сінґга.

На початку дев'ятнадцятого століття Амрітсаром правили Бганґі Місл під керівництвом Май Сухана та інших сикхів -сардарів. Ранджит Сінґг із Сукерчакія Місл нещодавно захопив столицю Пенджабу, Лахор. Коли він звернувся до Амрітсара, бажаючи додати і його до своєї імперії, це створило проблему для правлячих родин міста. У 1801 році магараджа Ранджит Сінґг привів свою армію, і Бганґі Місл зміцнив укріплення Амрітсару, готуючись до битви. Відбувся короткий обстріл, під час якого Ранджит Сінґг вистрілив холостими патронами в небо, шануючи священне місто. Акалі Пхула Сінґг побачив це і був засмучений цією подією, і саме тоді, коли битва стала неминучою, він втрутився між двома сикхськими силами посеред поля бою. Він сказав, що для сикха вбити іншого сикха - гріх, і що також гріх стріляти з гармат в Амрітсар, і йому вдалося переконати їх припинити бій. За порадою Акалі Пхули Сінґга обидві сторони уклали мир. Ранджит Сінґг попросив Акалі Пхулу Сінґга приєднатися до його військ, і той погодився. Акалі Пхула Сінґг разом з ним додав близько 2000—3000 ніганґів до лав урядової армії. Багато майбутніх перемог Ранджіта Сінгґа будуть здобуті завдяки Акалі Пхулі Сінґгу та його армії.

## Військова кар'єра

### Битва при Касурі
Касур розташований досить близько до Лагора, і раніше між двома сусідніми імперіями відбулося багато патансько-сикхських війн. Раніше імператор Нізамуддін Хан після битви погодився підкорити його імперії сикхів. Однак Нізамуддін порушив свою обітницю і знову зазнав поразки, а Ранджит Сінґг простив йому, знову дозволивши Нізамуддіну знову контролювати Касур. Наступний наваб Касура та син Нізамуддіна, Кутбуддін Хан, жорстоко поводився з сикхами та індусами у своїй державі та стягував з них додаткові податки. Зрештою він оголосив джихад Королівству сикхів. У лютому 1807 року Кутбуддін Хан за допомогою мултанського наваба Мусафара Хана зібрав тисячі воїнів у Касурі, де був великий форт. Акалі Пхула Сінґг та його джатга були викликані до Лагора магараджею Ранджитом Сінґгом для битви в Касурі, також були викликані Джодг Сінґг Рамґаргія та Гарі Сінґг Налва. Акалі Пхула Сінґг та його солдати очолювали атаку на мусульманських газі вранці 10 лютого 1807 року. За містом відбулися дві битви, і Сінґги виграли обидві. Кутбуддін відступив до своєї фортеці, оскільки йому нікуди було діватися.
Протягом цілого місяця сикхські гармати обстрілювали стіни форту. Сикхська армія пробила отвір у частині стіни, підклавши порох під двері форту. Акалі Пхула Сінґг та його Ніганґи першими прорвалися крізь пролом, і після рукопашного бою сикхи здобули перемогу. Кутбуддін спробував втекти, але невдовзі був спійманий. Після благання про пощаду магараджа Ранджит Сінґг простив його та дав навабу джагір землі в Мамдоті, поблизу річки Сатледж та Лагора. Касур став частиною імперії Ранджита Сінґга. Після цієї битви Акалі Пхула Сінґг завоював прихильність Ранджіта Сінґга, і Акалі Пхула Сінґг став надійним військовим союзником. Джатга Ніганґа тепер була великою, і вони отримали джагір для Ланґара. У цей час Акалі Пхула Сінґг та його акалі просили зброю та коней у місцевих лідерів, а якщо їм не давали, то самі забирали їх силою. Це припинилося після того, як Ранджит Сінґг дозволив їм взяти все, що їм потрібно, з армійських казарм Імперії сикхів.

### Зустріч з Чарльзом Меткалфом

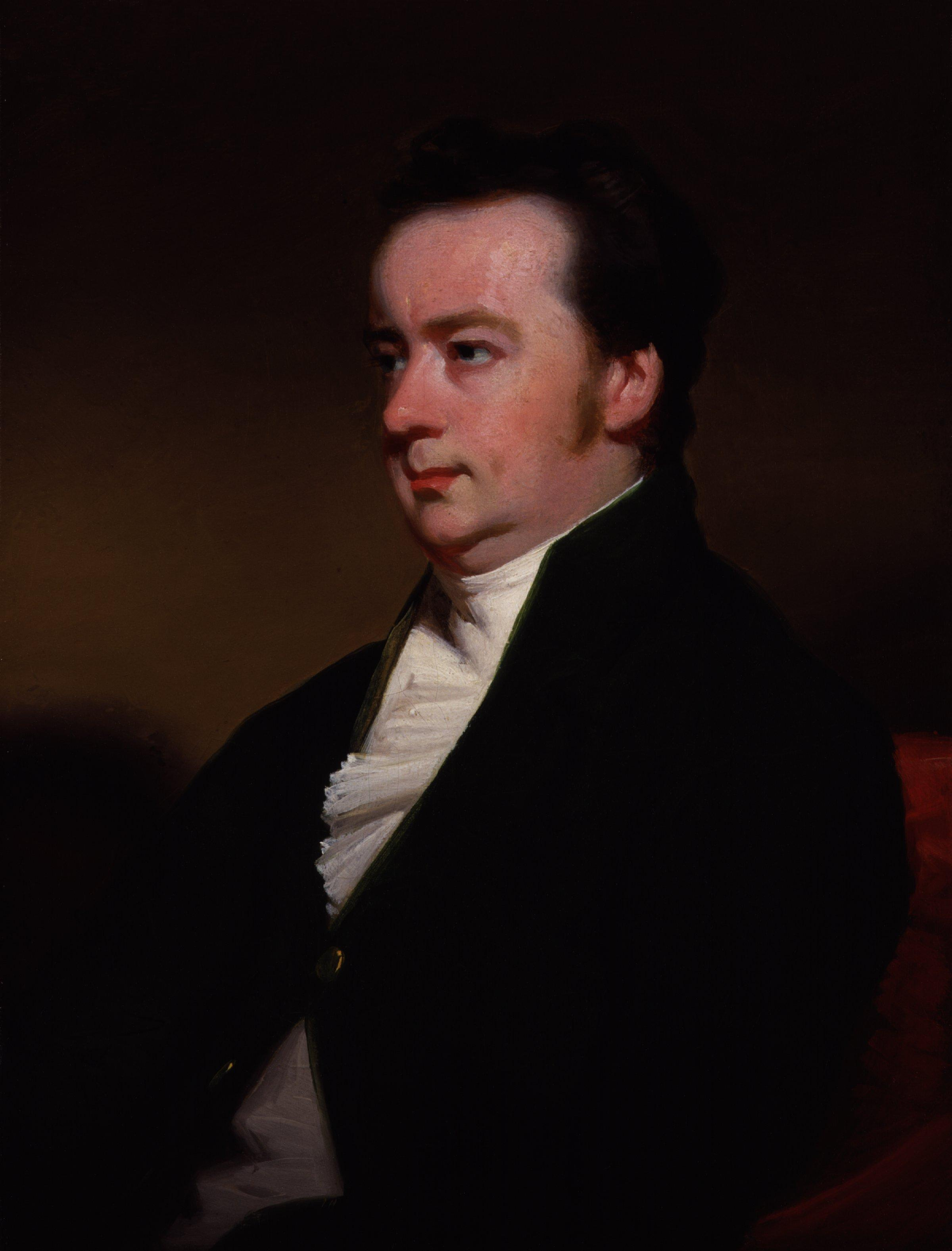
Чарльз Меткалф, приблизно 1820 рік

Британський державний службовець Чарльз Меткалф зустрівся з Ранджитом Сінґгом у Касурі, а потім у лютому 1809 року прибув до Амрітсара, щоб відвідати його двір для підписання Амрітсарського договору. Меткалф був зацікавлений у створенні сталого кордону та встановлення англійського договору, де б дотримувалися кордони між Британською та Сикхською імперіями. Меткалф прийшов зі своїм взводом, який складався виключно з мусульман-шиїтів. Це було шиїтське вшанування Мухарраму, і вони взяли на себе зобов'язання провести цей ритуал на вулицях Амрітсара. Армія з приблизно 100 мусульманських солдатів почала бити себе в груди під скандування «Хасан, Хусейн, Алі» та шуміти, наближаючись до комплексу Гарміндар Сагіб, де зупинилися Акалі Пхула Сінґг та його джатга.
Акалі Пхула Сінґг, який брав участь у кіртані, почувши шум, послав трьох Акалі Ніганґів, щоб дізнатися, що відбувається. Коли Ніганґи підійшли до шиїтської групи та пояснили, що вони порушують священні гімни та атмосферу Ґурдвари, шиїтські мусульмани образили їх , і сталася сутичка, в якій один з тюрбанів Ніганґів упав на землю. Почувши цю новину, Акалі Пхула Сінґг прийшов до мусульман. З кількома Ніганґами він напав на мусульман, і по їхній процесії стріляли. Магараджа Ранджит Сінґг почув про бій і прибув, проте не зміг зупинити буйних Ніганґів. Через деякий час насильство вщухло. Акалі Пхула Сінґг убив і поранив велику кількість мусульман і змусив їх вибачитися та погодитися більше не шуміти поблизу Ґурдвари. Цілком ймовірно, що весь взвод загинув би, якби не Магараджа Ранджит Сінґг, який передав слова акаліям, щоб зупинити бій. Магараджа відправив мусульман назад до їхнього табору та пішов на зустріч з Меткалфом, де той зупинився. Він пояснив ситуацію та те, як більшу частину армії Меткалфа вбили через нібито неповагу акалі до тюрбана. Усю цю проблему розв'язали того ж дня, а договір уклали наступного дня.

### Перебування в Шрі Дамдама Сагіб

#### Напад на британський полк

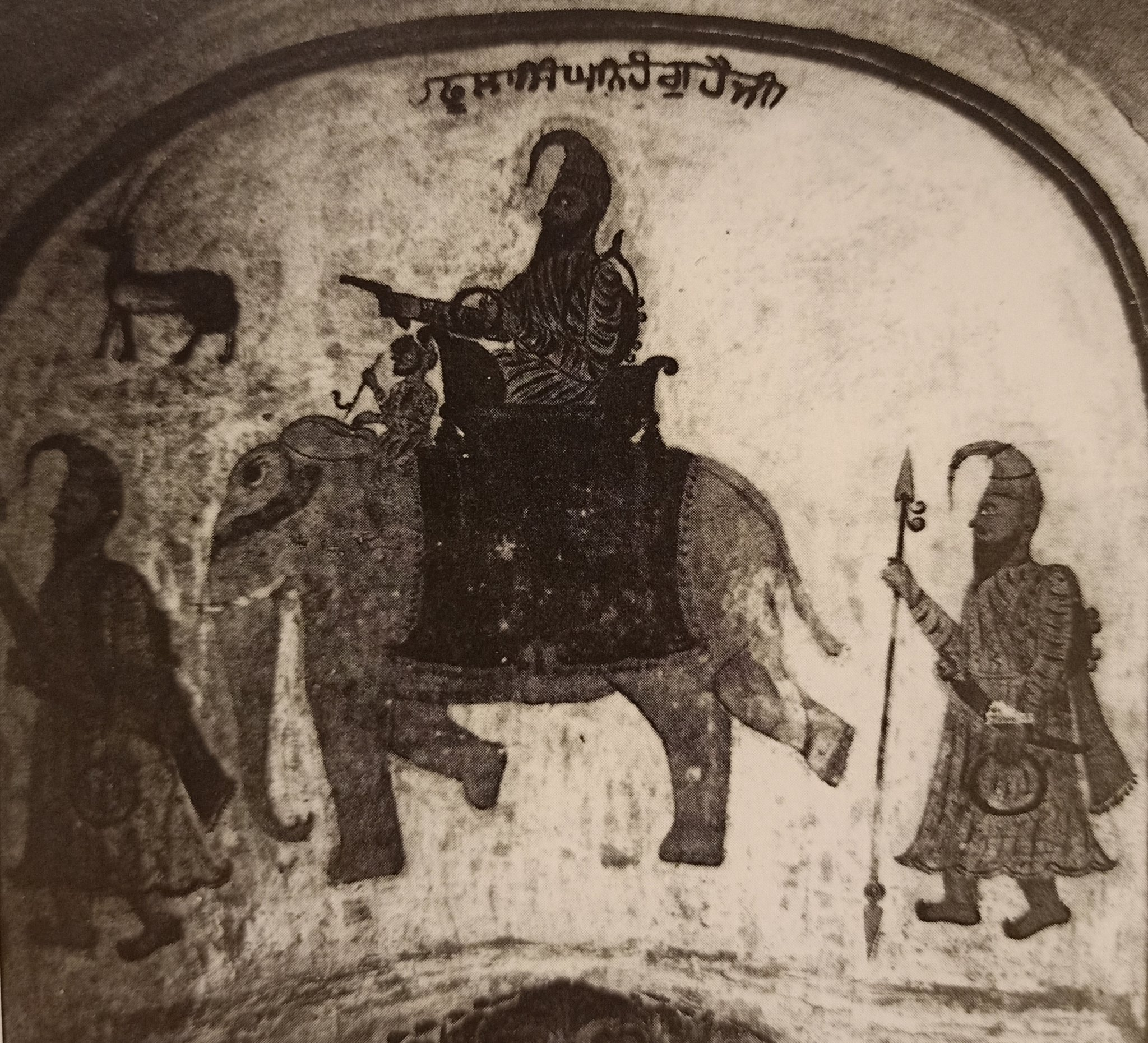
Фреска зображує Акалі Пхулу Сінґга на слоні з Гурдварою Акалґарх Сагібом, Діна, Пенджаб

Після прийняття Амрітсарського договору британського офіцера капітана Вайта направили до Пенджабу для обстеження лінії кордону між британцями та сикхами. Він отримав дозвіл від магараджі Ранджіта Сінґга розбити табір на тому місці, де він відпочивав проте не сказав місцевим жителям, що він там робить. Близько 1799 року Акалі Пхула Сінґг прибув до Дамдама Сагіб для проведення ґурдварів у цьому районі та початку самаґаму з читання ґурбанів. Тут він почув новину про те, що є британський полк, який хоче захопити сусідні землі та готує карти неподалік. Також говорили, що капітан Вайт жорстоко поводився з місцевими жителями та демонстрував негарну поведінку. Ніганґи не могли терпіти спроб британських військ увійти до Пенджабу з жодної причини.
Акалі Пхула Сінґг з армією з сотень ніганґів прибув до табору Британського полку. Не заперечуючи та не пояснюючи ситуацію, Британський полк дістав зброю та приготувався до бою. Британський полк, що складався приблизно зі 150 солдатів, був швидко розгромлений, окрім командира, весь полк втік до іншого села. Ніганґи пограбували їхні намети та порвали їхні карти. Армія капітана Вайта втратила 6 солдатів вбитими та пораненими 20. Поки ситуація розвивалася, новини були передані Раджі Джасванту Сінґгу з Набги, який потім відправив свого племінника, щоб пояснити ситуацію Акалі Пхула Сінґгу. Британці знову видали ордер на арешт Акалі Пхули Сінґга.

### Поради для магараджі

#### Несхвалення європеїзації сикхської армії

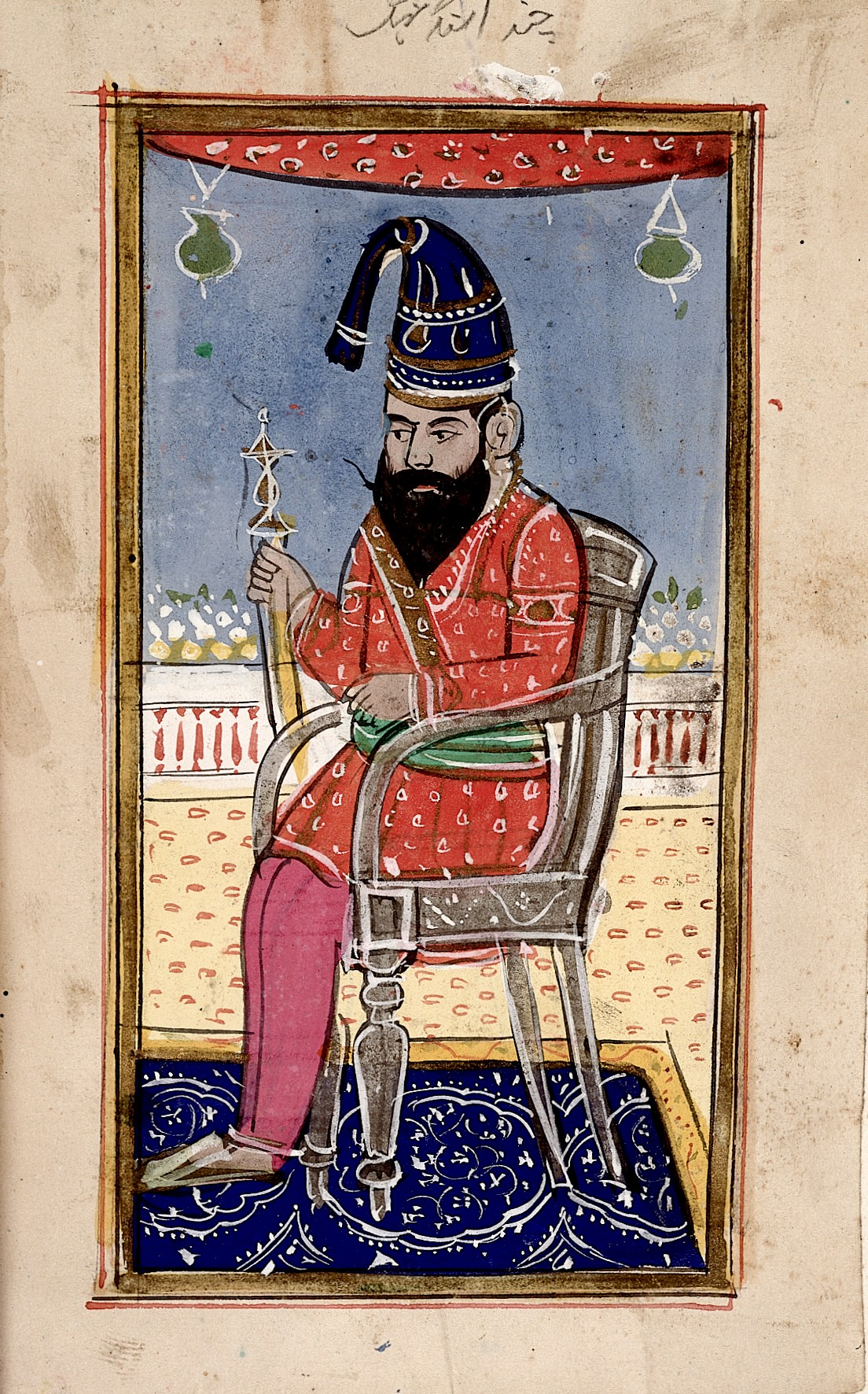
Акалі Пхула Сінґг. гуаш, з окисленим золотом

Акалі Пхулі Сінґгу не сподобалося, що магараджа Ранджит Сінґг замінив бані (мову) та бану (одяг) традиційного сикхського вигляду, благословенного сикхськими ґуру, оскільки військові навчання національної армії тепер проводилися французькою мовою, а традиційний одяг бана був замінений європейським одягом. Акалі Пхула Сінґг не схвалив договір, який Ранджит Сінґг уклав з Британським Раджем, оскільки він хотів, щоб Сикхська імперія повернула всю Індію у британців. Потім магараджа заспокоїв воїна, сказавши йому, що вони спочатку підкорять Пенджаб, Кашмір і Тибет, перш ніж нападати на британців. Акалі Пхула Сінґг також був рішуче проти того, щоб доґри обіймали будь-які посади в уряді, і хотів, щоб кожен був халсою, згідно з 52 гукамами Ґуру Ґобінди Сінґга.

### Перебування в Анандпур Сагібі
Акалі Пхула Сінґг вступив у конфлікт з придворними Доґра та браманськими чиновниками та звинуватив їх у заподіянні страждань та шкоди сикхському уряду. Придворні також виступали проти принца Харака Сінґга та принца Шер Сінґга. Вони ускладнили зустріч Акалі Пхули Сінґга з магараджею Ранджітом Сінґгом і не повідомили магараджі Ранджіту Сінґгу про його прохання. Акалі Пхула Сінґг сам увійшов до форту, де перебував Ранджіт Сінґг, без дозволу чиновників Доґра чи браманів. Він намагався переконати магараджу відмовитися від корумпованих Доґр та корумпованих браманів, але Ранджіт Сінґг відмовився. Він заявив Ранджіту Сінґгу, що не відповідає поглядам Сикхі та Ґурмату і не поважає сикхську імперію, дану йому з благословення магараджі Ґуру Ґобінда Сінґга, і тому він не щасливий жити під цим правлінням, і з цим він покинув Ранджіта Сінґга.  У 1814 році Акалі Пхула Сінґг залишив свій Ніганґан ді Чгаоні в Амрітсарі та прибув до Анандпура Сагіба, який знаходився поблизу британської території, і британцям це не сподобалося, бо вони вважали його серйозною загрозою. Акалі Пхула Сінґг та його Шагідан Місл відкрили тут деру.

#### Захист Кановар Партап
У 1813 році принц Кановар Партап з Джинду отримав королівство Джинд за заповітом свого батька. Однак британський уряд не прийняв заповіту. Кановар Партап повстав, захопивши форт Джинд, і тому британці хотіли його полонити. У скрутному становищі разом зі своїм батьком принц прибув до табору Акалі Пхули Сінґга в Анандпурі, де знаходився притулок. Британці надіслали наказ Акалі Пхулі Сінґгу відправити принца до них, щоб його можна було заарештувати.
Акалі Пхула Сінґг відмовився порушити свою обітницю захищати принца та стверджував, що згідно з ідеалами Халси, для Халси є гріхом відмовити комусь, хто прийшов по допомогу, а потім покладатися на інших у розв'язанні проблеми.
Британці надіслали Ранджіту Сінґгу повідомлення з проханням про допомогу у справі проблемного Джатадара та хотіли вивезти його з близької близькості британської території. Придворні доґри та брамани надіслали відповідь від уряду сикхів, щоб спробувати заарештувати Акалі Пхулу Сінґга, і тому армію Дівана Моті Рама відправили для арешту Акалі Пхули Сінґга. Однак, коли армія прибула, кожен солдат відмовився виконувати накази та утримався від продовження дій з поваги до Акалі Пхули Сінґга. Армії Рам Куд Сінґга заплатили за напад на Акалі Пхулу Сінґга, але вони склали зброю, заявивши, що не можуть атакувати цю велику святу людину. Подібна спроба сталася вдруге після прохання британців до раджі Джасванта Сінґга з Набги та їхнього прохання до наваба з Малеркотли підкорити Акалі Пхулу Сінґга. Коли прибули війська Джасванта Сінґга з Набги, вони склали зброю, заявивши, що не атакуватимуть. Зрештою, Ранджит Сінґг послав святого Бабу Сагіба Сінґга Беді, щоб той повернув Акалі Пхулу Сінґга до Амрітсара  і сказав йому, що шкодує про свою поведінку, і що всі плани Акалі Пхули Сінґга будуть поступово впроваджені урядом. Таким чином, Акалі Пхула Сінґг повернувся до Амрітсара і після повернення отримав від магараджі 50 коней, двох слонів, зброю та багатство. Армія Акалі Пхули Сінґга з 3000 ніганґів отримала для проживання нещодавно збудовану будівлю під назвою Ніганґ Чоні, а також більше багатства та джаґір для їхньої севи ланґара.

### Битва при Мултані
Магараджа Ранджит Сінґг брав участь у численних битвах у Мултані з 1802 по 1818 рік. У 1805 році Музаффар-хан Садозі припинив сплачувати податки Королівству сикхів, але зрештою після військової поразки погодився їх сплачувати, і це траплялося знову і знову протягом багатьох років. Остання битва 1818 року має першорядне значення, коли Музаффар-хан знову припинив сплачувати податки і нарешті підняв прапор джихаду проти Халси та закликав мусульман сусідніх територій на допомогу. 25 000 сикхських солдатів, відправлених до Мултана, очолював Гарі Сінґг Налва, а заступником був Мокгам Чанд. Акалі Пхула Сінґг та Шахідан Дал разом з підкріпленням Нігунґа під командуванням Садгу Сінґга та силою Замзами Бганґіанвала Тоапа відіграли велику роль у цій битві та стали натхненням для сикхських солдатів на хоробру боротьбу.
Сикхи почали готуватися до битви в січні 1818 року, і битва тривала з березня до червня того ж року. Річка Інд використовувалася для транспортування важкої артилерії. Акалі Пхула Сінґг привіз свою джатгу та приєднався до сикхської армії невдовзі після того, як Харак Сінґг також привів свої сили. Принц Харак Сінґг закликав Акалі Пхулу Сінґга відпочити, але Акалі Пхула Сінґг не погодився і сказав, що ми належним чином відпочинемо після захоплення форту. Музаффар-хан мав близько 13 000 військ у знаменитому форті Мултан. Спочатку сикхи захопили Ханґар і Музаффарґар. Потім сикхи взяли в облогу форт Мултан. Були вжиті заходи щодо звернення з проханням зупинити війну та надати Музаффару джаґірство в іншому місці, але Музаффар нарешті відступив. Відбулося багато атак важких гармат сикхів, але кожного разу проломи швидко заповнювали афганці. Сотні сикхів продовжували втрачати життя, битва була запеклою. Під час відпочинку Садгу Сінґг Акалі забіг через пролом у стіні, вбив патанських охоронців і увійшов до форту. З криком «Сат Шрі Акал» інші сикхські воїни кинулися за ним. Усередині форту тепер точилася рукопашна сутичка на мечах.
Музаффар-хан та п'ятеро його синів були вбиті, а двох інших синів ув'язнили, а потім дали 2400 рупій та велику ділянку землі поблизу Сукгерпаура. Сикхська армія зазнала втрат близько 1900 осіб, а 12 000 мусульман було вбито 4000 сикхами.  Мултан був включений до складу сикхської імперії. Ця перемога означала, що в Пенджабі більше не було афганської присутності, а також сикхи отримали важливий центр торгівлі. Магараджа Ранджит святкував вісім днів і вільно розподіляв багатство по всьому Лагору та Амрітсару. Акалі Пхула Сінґг бився так завзято, що коли він повернувся, його рука настільки опухла, що руків'я меча прилипло до руки, і його довелося з великими труднощами зняти лише після повернення. Йому також довелося зашивати деякі незначні бойові рани, але він швидко одужав.

### Просування до Аттока

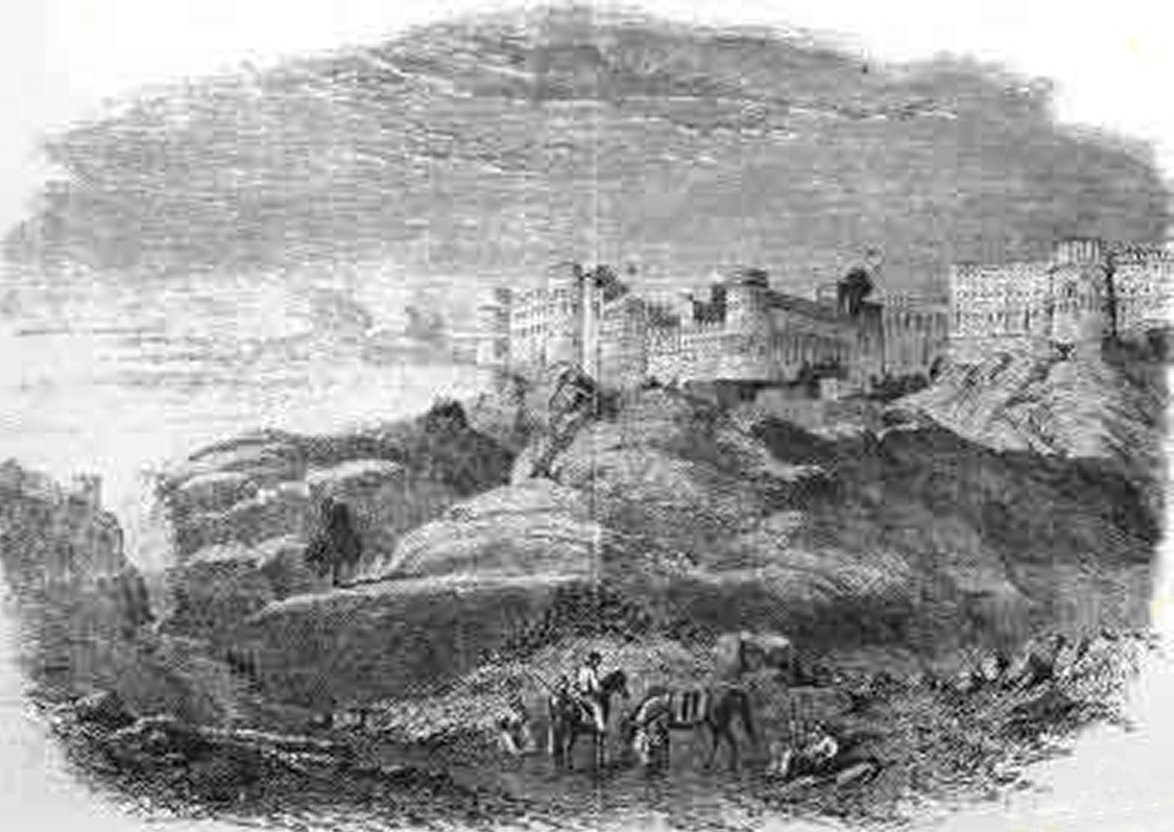
Форт Атток

Після вбивства Фатех-хана та громадянських заворушень, що оминули Кабульський регіон, магараджа Ранджит Сінгг скористався ситуацією та просунув свою армію до Аттока в жовтні 1818 року. Сам магараджа очолив експедицію, щоб взяти під контроль повсталих патанів. Через річку Атток було побудовано міст з човнів, і невелику джатгу було відправлено для оцінки ситуації, але джатгу було атаковано. Це розлютило магараджу. Він відправив Акалі Пхулу Сінґга та генерала Гарі Сінґга Налву воювати проти повстанців. Щойно армія сикхів опинилася в межах досяжності стрільби, їх обсипали шквалом куль. Акалі Пхула Сінґг наказав тактичний відступ. Це змусило повстанців вийти з їхніх бункерів, щоб вигнати сикхів, які відступали. Коли ворог опинився на відкритому полі бою, Акалі Пхула Сінґг дав наказ про жорстоку атаку, а потім оточив їх. Їхній командир Ферозе Хан визнав свою поразку та попросив сикхів припинити битву. Правителі Хатхи здалися військам Халси і таким чином були врятовані. Наступного дня залишки армії Халси та магараджа Ранджит перейшли річку та стали там табором. Невеликі контингенти були розміщені у фортах Хайрабад та Джаганґіра. Потім сикхська армія рушила до Пешавару.

### Захоплення Кашмірської Суби
Кашмір був територією, яку магараджа Ранджит Сінґг хотів захопити протягом деякого часу, але так і не мав змоги зробити це. У 1819 році, почувши від пандита Бірбала Дгари Ранджіта звістку про те, що кашмірці зазнають лиха, Сінґг вирішив вторгнутися в регіон. Спочатку сикхські війська напали на Азіза Хана, який порушив умови договору з Халса-раджем. Після короткої битви Азіз Хан скорився сикхським військам і надав вказівки та інформацію про Кашмірський регіон для їхньої майбутньої експедиції. Особливої уваги було приділено тому, щоб народ Кашміру не постраждав під час конфлікту. Народ Кашміру не звик до такої обережності та збереження своєї власності від іноземних загарбників.
Ніганґи відіграли особливу роль у цій битві, і після походу пересіченою місцевістю та залишення коней, Акалі-джатха досягли Байрам-Ґели. Вони зустрілися з правителями цієї місцевості. Мір Мохаманд-хан та Мохаманд-Алі-хан підкорилися імперії Халса, проте Джабардаст-хан відмовився підкоритися та приєднатися до імперії та готувався до війни. Сикхи швидко атакували та обложили форт Джабардаст-хана. Вони зруйнували ворота порохом. Акалі, озброєні мечами, напали на патанів. Ченхар-хан та його солдати були заарештовані, і після повного захоплення форту Акалі покинули цей район, залишивши кількох синґгів. Після кількох днів відпочинку вони приготувалися захопити Пір-Пунчал, використовуючи різні маршрути й дороги.
Коли патани дізналися, що армія Акалі блукає цією місцевістю, вони вивели свої армії та заблокували обидва боки гір на шляху. Прибувши на місце події, обидві сторони почали обстрілювати одна одну, але оскільки патани перебували на височині, вогонь сикхів був неефективним. Акалі Пхула Сінґг наказав своїм військам піднятися на гору. Після сходження вороги атакували, і до ночі тривала битва на мечах. З настанням ночі патани втекли з гори. Акалі отаборилися, розпалили вогнище на вершині гори та вранці вирушили вперед. Потім акалі дісталися Сарії Алі та зустрілися з рештою армії сикхів через хребет Пір Панджал.

### Битва при Шоп'яні
З міста Сарія-Алі сикхи дізналися, що Джаббардаст-хан зібрав армію з 5000 афганських воїнів і заблокував шлях до Шопіана. Деван Мокхам Чанд розповів про свої плани щодо підходу до майбутньої битви. 29-го Гарха (Бікрамі Самат) вони атакували ворога з обох боків гарматним вогнем. Потім сикхи почали тіснити ворога все ближче і ближче з обох боків. Афганці змогли атакувати полк Девана Чанда та забрали у нього 3 гармати. Акалі Пхула Сінґг, побачивши, що Діван Чанд відступає, а афганці наступають вперед, висунув свою джатгу з правого боку для швидкої атаки мечами на мечі, хоча Джаббардаст хоробро бився, афганська армія не витримала атаки Акалі та втекла. Усі афганські військові припаси потрапили до рук сикхів, серед яких були продовольство, гармати, порох, зброя та коні. Афганці зазнали великих втрат у цій битві, в якій загинули Мегарділ-Хан та Мір Акурсмад-Хан. Джабардсаст-Хан був тяжко поранений, але йому вдалося втекти. Війська Халси захопили форт Шерґгарі та кілька інших сусідніх районів, фактично захопивши Кашмір.
У 1879 році Срінаґар був захоплений сикхськими військами без пограбування цивільного населення. Акалі Пхула Сінґг створив у Срінаґарі ґурдвару під назвою Ґурдвара Бунґа Акалі Пхула Сінґг, також відому як Шахід-Ґандж, для сикхів, які прийняли мученицьку смерть у битві при Шерґаргі та були кремовані тут.

### Сева в Амрітсарі

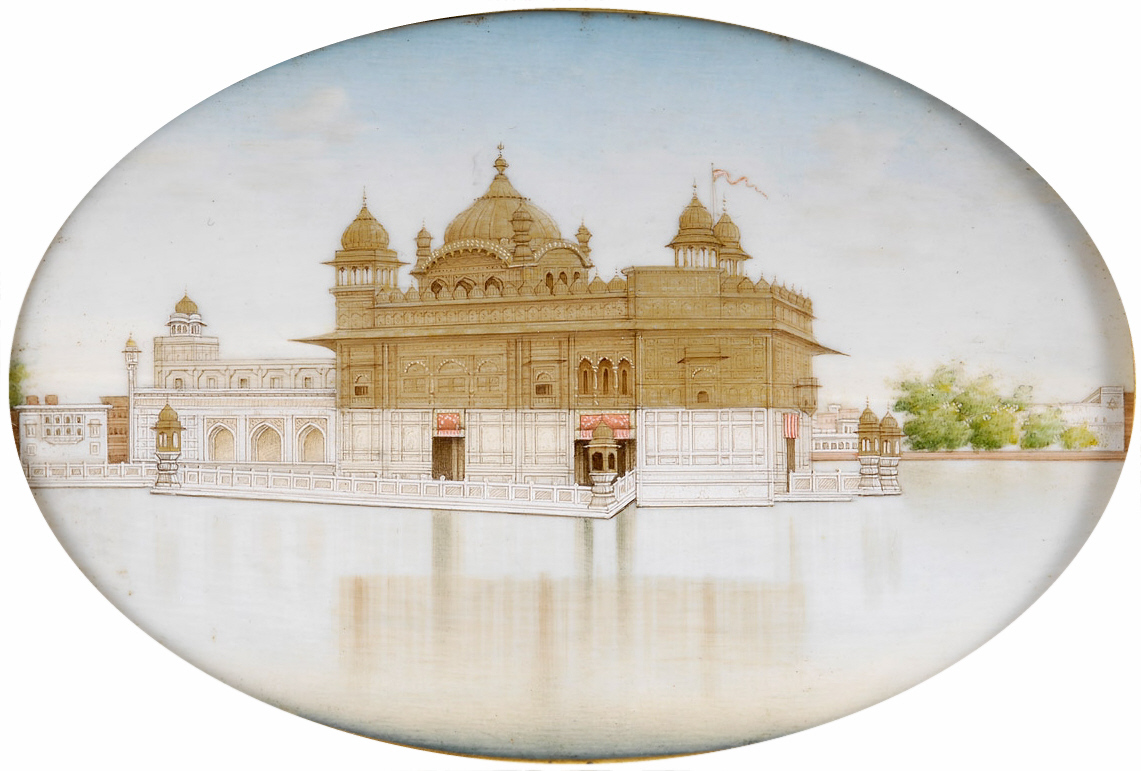
Золото на Гармандір Сагіб було поміщено за часів Акалі Пхули Сінґга

Після перемоги в Кашмірі магараджа Ранджит Сінґг провів триденне святкування Дрібної Мала по всьому місту Амрітсар, і були організовані вишукані ринки. Протягом цього часу Ранджит Сінґг почав масштабно покращувати Гармандір Сагіб та багато інших ґурдвар у регіоні. Коли Ранджит Сінґг прибув до Лагора, він влаштував там ще більші святкування, і тисячі рупій були вільно роздані людям. Пізніше, коли Акалі Пхула Сінґг, генерал Діван Чанд та Сагібджада Карак Сінґг прибули до Лагора, по місту були влаштовані великі паради на слонах, знову були роздані тисячі рупій. Магараджа Ранджит Сінґг був дуже вражений діями Акалі Пхули Сінґга і хотів, щоб він та його армія залишилися в лагорському дарбарі, але Акалі Пхула Сінґг відмовився і волів жити в Амрітсарі та виконувати адміністративну роботу. Акалі Пхула Сінґг сказав Ранджиту Сінґгу, що хоча вони залишаться в Амрітсарі, ми завжди будемо доступні, коли нас попросять.

### Битви за Пешавар

#### Початкове захоплення Пешавару

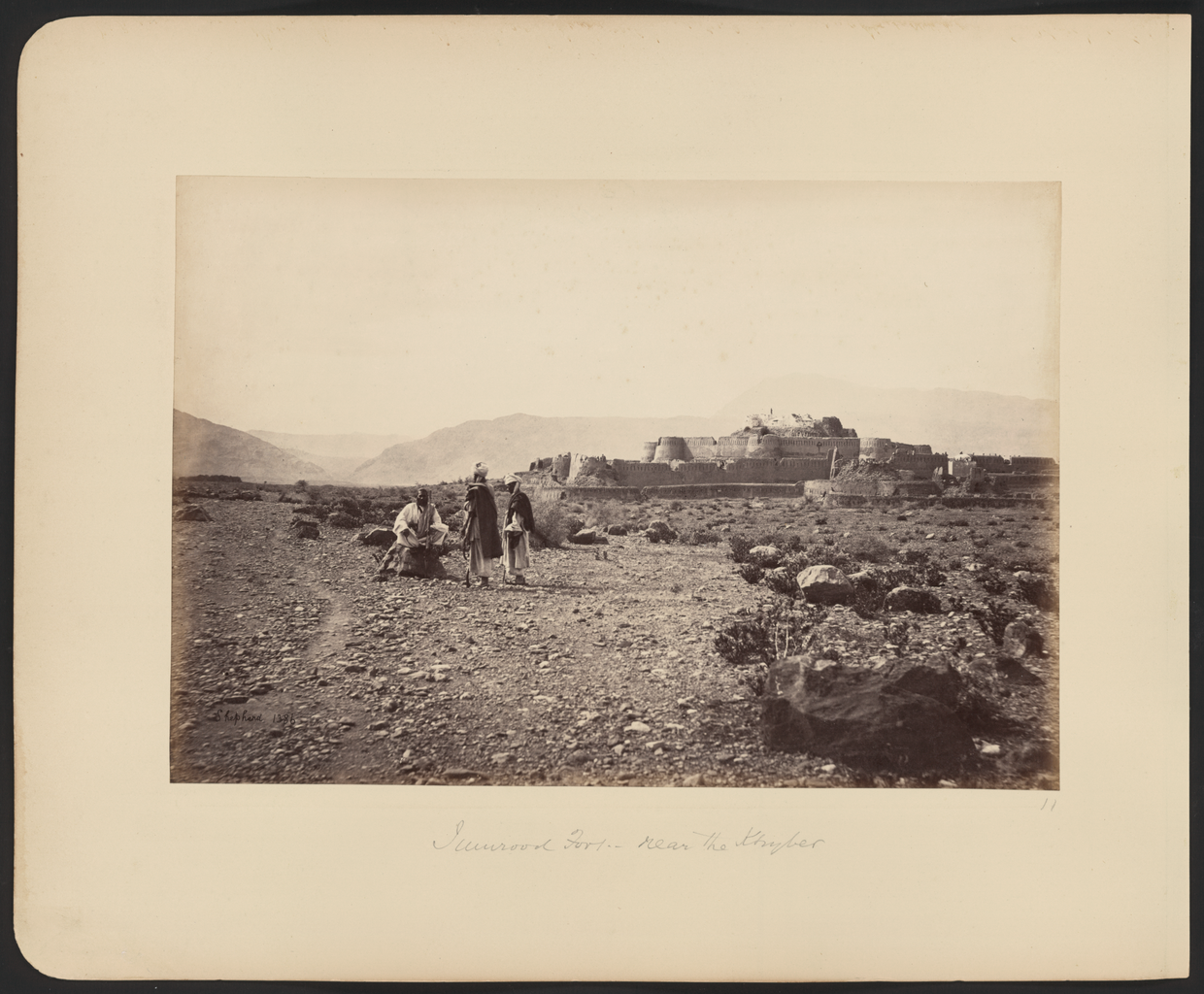
Форт Джамруд поблизу Хайберу, 19 століття

Ранджит Сінґг отримав можливість спробувати захопити столицю Патгана в 1818 році після того, як виявив, що афганський кордон залишився відкритим під час громадянської війни та вбивства Вазіра Фатех-хана, правителя регіону Пешавар. Спочатку Ранджит Сінґг попросив поради щодо ситуації у Акалі Пхули Сінґга, який був знайомий з Аттоком та його оточенням. Акалі Пхула Сінґг розповів йому про те, як Хайберський перевал використовується як ворота до Пенджабу та спосіб блокування союзу між патанськими та афганськими солдатами. Ранджит Сінґг негайно прийняв рішення про атаку. Високопоставленими генералами в цій атаці були генерал Гарі Сінґг Налва та Акалі Пхула Сінґг.
Сірдар Яр Мохаммад Хан та Дост Мохаммад Азім Хан, вазір Кабула та голова племені Баракзай, керували містом, коли наблизилася армія сикхів. Вони швидко втекли до пагорбів Юсуфзай. Після того, як сикхи захопили місто, його було передано Джегандад Хану  Однак, коли Ранджит Сінґг повернувся до Лагора, Яр Мохаммад швидко відвоював місто. Ранджит Сінґг майже одразу відправив ще одну експедицію до Пешавара. Яр Мохаммад визнав правління сикхського раджі та погодився сплачувати імперії податок у розмірі 50 000 рупій. Сусідні міста Дарбанд, Манкера, Дера Ісмаїл Хан та Дера Ґазі Хан також були підпорядковані сикхському раджі.

#### Грандіозна битва за Пешавар
У 1823 році Азім Хан мирно захопив Пешавар від свого брата Сірдар Яр Мохамманд Хана, який перебував під владою раджі Ранджіта Сінґга. Мухаммед Азім Хан оголосив джихад проти імперії сикхів, а ісламські релігійні вчителі спонукали близько 25 000 джихаді-патанів приєднатися до армії Мохаммеда Азім Хана. Ранджит Сінґг, готуючись відвоювати стародавнє місто, відправив 2000 вершників під командуванням Канвара Шер Сінґга та Дівана Кірпи Рама, щоб зупинити просування афганців. Ще одну армійську дивізію було відправлено під командуванням Гарі Сінґга Налви на допомогу першій групі. Далі Магараджа разом з Акалі Пхулою Сінґгом, Сардаром Десою Сінґгом Маджітією та Сардаром Фатехом Сінґгом Аглувалією приєднався до них і досяг Аттока.
Шер Сінґг та Гарі Сінґг переправилися через річку Атток через човновий міст і після невеликої битви захопили форт Джахангіра. Мохаммед Азім Хан відправив армію газів під командуванням Дост Мухаммед Хана та Джаббара Хана для боротьби проти сикхів поблизу Джаганґіри. Мохаммед Азім Хан також зруйнував човновий міст в Аттоку, щоб Магараджа Ранджит Сінґг та його армія не змогли переправитись. Магараджа Ранджит Сінґг розпочав будівництво нового моста, але швидко отримав звістку про те, що сили газів оточили його армію через річку, і армія Халси мала шанс бути знищеною там. Магараджа Ранджит Сінґг наказав армії переплисти річку, і сикхські сили досягли успіху з невеликими втратами людей та багажу, і Магараджа Ранджит Сінґгх досяг Джаганґіри. У цей час Джай Сінґг Аттарівала, який залишив сикхську армію в 1821 році та приєднався до Азіма Хана, повернувся до Ранджіта Сінґга, який присвоїв йому його колишнє звання. Тут армія була стратегічно розділена на три формування. Під командуванням Акалі Пхули Сінґга було розміщено 800 кавалеристів та 700 піхотинців.

## Мучеництво

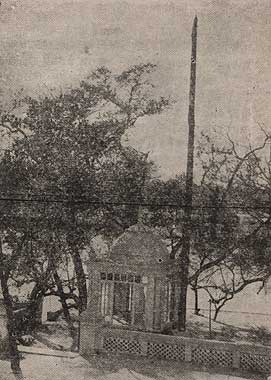
Меморіал Акалі Пхули Сінґга, розташований у сучасному кантонменті Наушера, Гайбер-Пахтунхва, Пакистан

Армія готувалася до штурму Пешавара, і сикхська армія зібралася разом, щоб зробити Ардас Акал Пураху, просячи про перемогу та офіційно оформивши свій майбутній відхід на поле бою. Після завершення церемонії Ранджит Сінґг почув новини про затримку генерала Вентури, сикхської артилерії та гармат, тому він наказав своїй армії зупинитися та спробував сказати армії Ніганґа припинити запланований напад. Акалі Пхула Сінґг відмовився порушити Ґурмату Халси, укладену в присутності Ґуру Ґрантга Сагіба, битися сьогодні ввечері та битися до останнього, не озираючись назад. Він сказав Ранджиту Сінґгу робити все, що він може, зі своєю армією, але Ніганґи зараз виходять на бій і не збираються повертатися назад. Таким чином, Акалі першими вийшли на поле бою. Ніганґи атакували армію верхи, але коли вони дісталися до армії, вони покинули своїх коней і пробилися крізь ворогів на мечах. Ранджит Сінґг, бачачи успішну атаку Ніганґів, а також те, як Ніганґи поступаються чисельністю на полі бою, наказав решті армії вийти на поле бою. Армія принца Харак Сінґга тепер атакувала ворога, і генерал Вентура також прибув. Ранджит Сінґг наказав армії гуркхів генерала Балу Багадура атакувати ворога з тилу.
У регіоні Упер Деш після запеклого рукопашного бою Акалі Пхула Сінґг був поранений у ногу, тому повернувся, щоб битися верхи на коні. Під час бою верхи на коні його коня підстрелили, тому він повернувся на поле бою верхи на слоні після чого був підстрелений і прийняв мученицьку смерть. Приблизно в цей час генерал Вентура, Гарі Сінґг Налва та Сардар Будг Сінґг напали на армію Мухаммеда Азіма Хана. Коли газі почули, що Азім Хан втік, вони втратили надію і швидко зазнали поразки. Сикхи прогнали всіх ворогів, що залишилися в живих, і після перемоги в битві звістка про смерть Акалі Пхули Сінґга поширилася по армії. Ранджит Сінґг зі сльозами на очах разом з іншими сардарами дістався до місця, де тіло Акалі Пхули Сінґга лежало в гауді. Ранджит Сінґг накрив його тіло хусткою і в жалю повернувся до свого табору. Наступного дня Акалі Пхулу Сінґга кремували, а його прах висипали в річку Лунда. Акалі Пхулу Сінґга змінив Джатедар Баба Хануман Сінґг Ніганґ.

## Життя як лідера Ніганґу

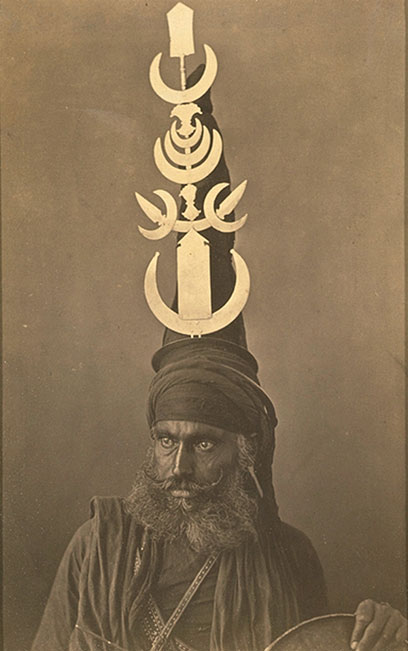
Фотографія сикха Акалі Ніганґ, зроблена в 1860-х роках. Акалі носить характерний впізнаваний тюрбан. Мазгабі-сикхи домінували в цьому ордені протягом 18-го та 19-го століть.

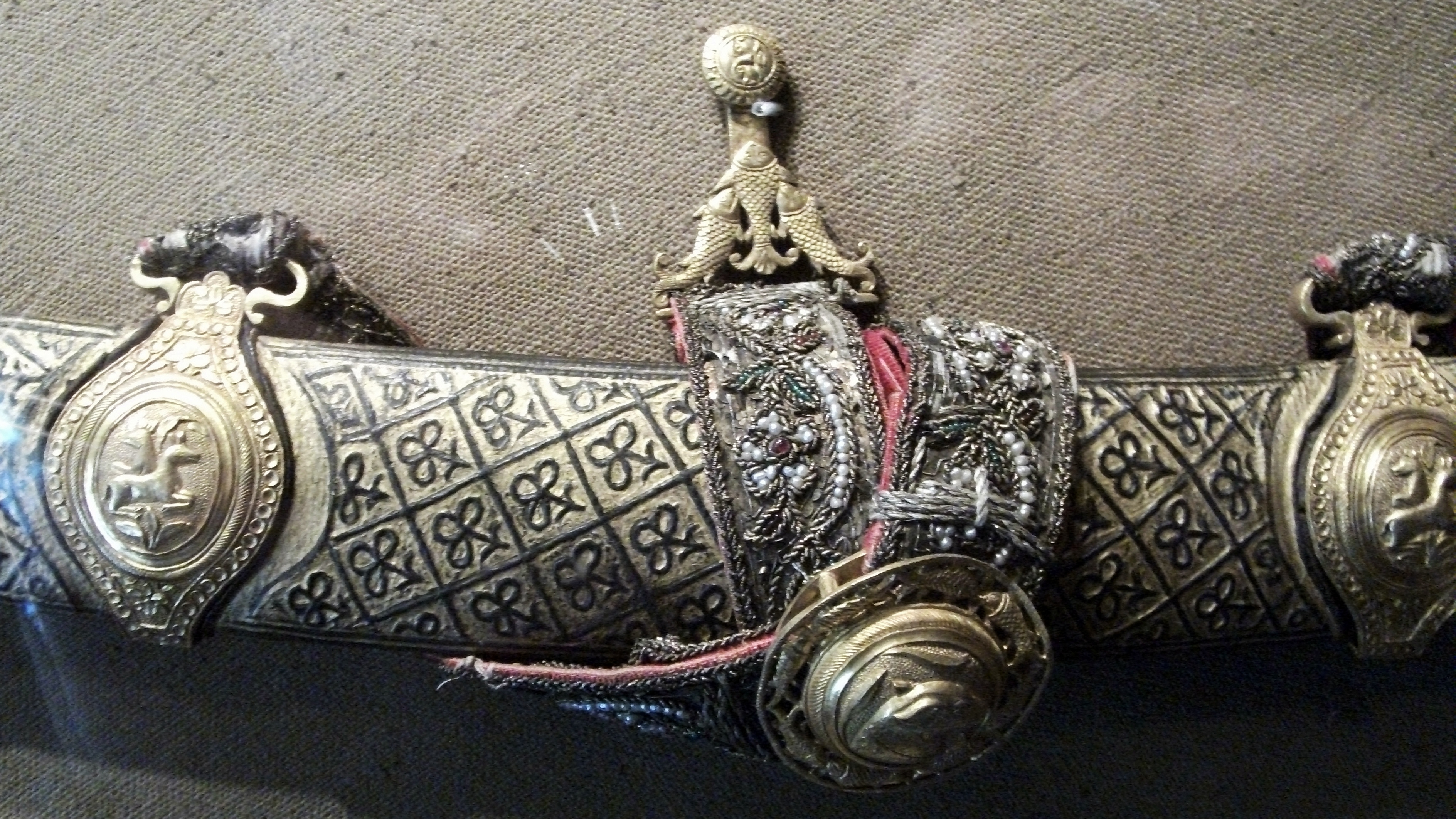
Шамширський меч 19 століття. Ніганґи носять традиційні довші кірпани.

Акалі Пхула Сінґг допоміг зміцнити багато ідеалів Ґуру Халси, створених Ґуру Ґобіндом Сінґгом. Він був суворим послідовником Амріт Вели та Шрі Ґуру Ґрантг Сагіба і надавав великого значення щоденному виконанню Аса Кі Вар. Як севадар Ніганґ, він віддавав належне впливу на населення згідно з Дгармою. Ніганґи не вважають за потрібне дотримуватися законів країни, а також не вірять у закон власності чи будь-яке підпорядкування. Акалі Пхула Сінґг зробив звичайною справою крадіжку великого багатства та зброї у багатих правителів, поки його не звинуватив у цьому магараджі Ранджіт Сінґг, після чого все, що вимагав Акалі Пхула Сінґг, було надано магараджею Ранджітом Сінґгом.  Ніганґи прагнуть безкорисливого служіння (сева) світові, хоча вони особливо щедрі до бідних і слабких. Акалі відомі своєю великою чесністю та тим, що не порушують своїх законів.
Ніганґи часто спали на конях багато днів поспіль, і їхнє правило — бути завжди в русі та не залишатися на одному місці надто довго. Вони надають перевагу мечу перед рушницею, але також навчені бути чудовими стрільцями. У війні вони першими атакують і зазвичай не відступають у бою, а просто продовжують атакувати. Вони голосно кричать «Акал, Акал». Акалі Пхула Сінґг підкреслив усі якості ідеального Ніганґа.
Деякі видатні англійські сикхські вчені були проти Акалі Пхули Сінґга, як-от Макс МакОліфф. Багато англійських письменників також ігнорують перемоги Ніганґа та часто приписують Доґра його заміні, коли Ніганґи вели битви. Акалі Пхула Сінґг розмовляв унікальним сленґом, схожим на панджабі, який британці не розуміли та часто неправильно тлумачили.
Акалі Пхула Сінґг був направлений на допомогу Нізаму Гайдарабаду магараджею Ранджитом Сінґгом, який відправив для цієї справи загін із 300 воїнів Акалі.

### Покарання Ранджіта Сінґга

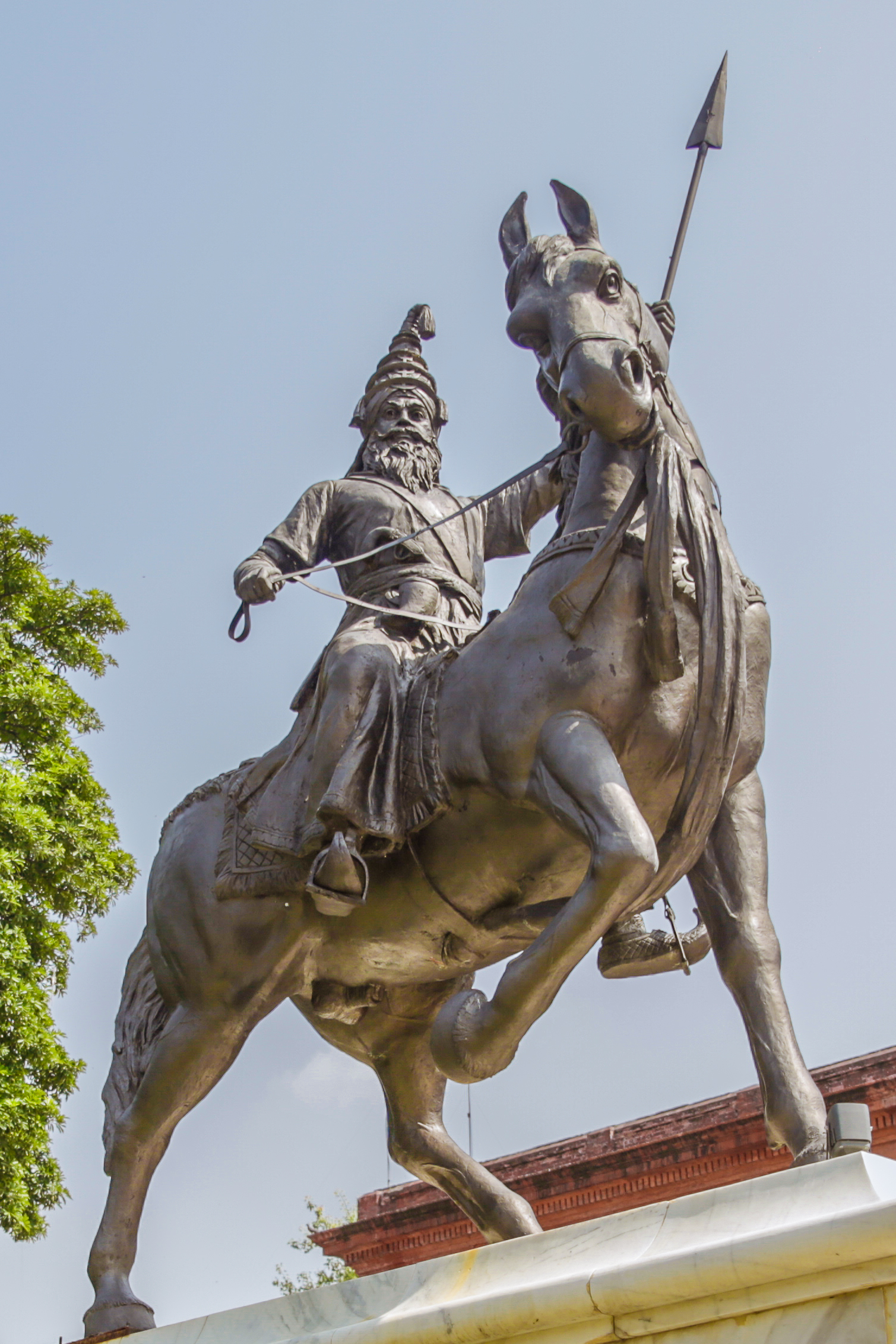
Статуя Акалі Пхули Сінґга біля Музею розділення в Амрітсарі

Магараджа Ранджит Сінґг одружився з Моран Саркар, мусульманською дівчиною-научкою. Цей вчинок, та інші несикхські дії магараджі, засмутили громаду сикхів та Акалі Пхулу Сінґга. Коли Ранджит Сінґг відвідав Амрітсар для свого щоденного прослуховування Шрі Ґуру Ґрант Сагіба, ніхто з ним не розмовляв. Ранджит Сінґг не міг терпіти, щоб з ним хтось розмовляв, тому він попросив вибачення. Акалі Пхула Сінґг, будучи лідером пантга, наказав відшмагати Ранджіта Сінґга, і той одразу погодився. Зайнявши позицію для отримання покарання з голою спиною та спершись на тамариндове дерево перед Акал Бунга (Акал Тахт), Акалі Пхула Сінґг запитав, чи достатньо того, що магараджа готовий прийняти покарання, і чи слід йому пробачити його без фактичного покарання. Він запитав санґатів, які зібралися навколо, чи згодні вони з тим, що йому слід пробачити те, що вони повинні відповісти бойовим кличем «Сат Шрі Акал». У відповідь весь санґат вигукнув «Сат Шрі Акал» на знак схвалення.

## Спадщина та культура
Самадгі Акалі Пхули Сінґга було побудовано за адресою Pir Sabaq, 8 км від Новшери до Аттока, де його вбили. До нього прилягала велика ділянка землі, і він був популярним місцем відвідування сикхів, індусів та патанів, особливо за часів Вайсакгі та Душери. Ніганґи служили там ланґарами аж до створення Індії. Землями Акалі Пхули Сінґга в Амрітсарі досі керують Ніганґи в бурджі Акалі Пхула Сінґг, який був побудований самим магараджею Ранджітом Сінґгом як данина Акалі Пхулі Сінґгу. Загальна площа землі, приєднаної до бурджі Акалі Пхула Сінґг, спочатку становила понад 13 акрів, але зараз ця кількість значно зменшилася.

## Додаткова інформація
- Singh, Mohinder (2011). PHULA SINGH AKALI (1761–1823). У Singh, Harbans (ред.). The encyclopaedia of Sikhism: Volume III: M–R (вид. 3rd). Punjabi University. с. 337—338. ISBN 978-8-17-380349-9. OCLC 888565644.
- Gupta, Hari Ram (1991). History of the Sikhs. Т. V: The Sikh Lion of Lahore (Maharaja Ranjit Singh, 1799–1839). Munshiram Manoharlal. с. 436—440. ISBN 978-81-215-0515-4.